# Kevin Ingreso
Kevin Langbehn Ingreso (ur. 10 lutego 1993 w Hamburgu) – filipiński piłkarz niemieckiego pochodzenia grający na pozycji pomocnika w rezerwach klubu SV Drochtersen/Assel.

## Kariera juniorska
Ingreso grał jako junior w TSV Wandsetal, Concordii Hamburg, MSV Hamburg, FC St. Pauli (do 2007) i w HSV (2007–2011).

## Kariera seniorska

### Niemieckie kluby
Ingreso grał w rezerwach HSV w latach 2011–2013, rozegrał dla nich 28 meczów i strzelił jednego gola. 27 lipca 2013 przeszedł do VfR Neumünster. W ich barwach wystąpił 64 razy i zdobył 3 bramki. 1 lipca 2015 trafił do SV Drochtersen/Assel. Rozegrał dla nich 11 meczów i strzelił 2 gole. 28 sierpnia 2024 został zawodnikiem Altonaer FC von 1893. Wystąpił w ich barwach dwukrotnie, zdobył też jedną bramkę. Przed sezonem 2025/2026 dołączył do rezerw SV Drochtersen/Assel.

### Azjatyckie kluby
Ingreso przeszedł do Ceres-Negros FC 2 grudnia 2015. Rozegrał dla nich 49 meczów i strzelił 3 gole. W sezonach 2017, 2018 i 2019 zdobył z nimi mistrzostwo Filipin. 24 czerwca 2019 został zawodnikiem Buriram United FC. W ich barwach wystąpił 34 razy i zdobył 3 bramki. 1 lipca 2021 przeniósł się do Bangkok Glass FC, dla których to rozegrał 20 meczów (bez goli). 8 grudnia 2021 został wypożyczony do Samut Prakan City FC. W ich barwach wystąpił 11 razy i nie zdobył żadnej bramki. 1 lipca 2022 trafił do Sri Pahang FC. Rozegrał dla nich 38 meczów i strzelił 2 gole. 7 lutego 2024 przeszedł do One Taguig FC. W ich barwach wystąpił 11 razy i zdobył jedną bramkę.

## Kariera reprezentacyjna

### Filipiny
Ingreso zadebiutował w reprezentacji Filipin 16 czerwca 2015 w meczu z Jemenem (2:0). Pierwszą bramkę zdobył 11 września 2016 w wygranym 2:1 spotkaniu przeciwko Kirgistanowi.

### Bramki w reprezentacji
| Lp. | Data            | Miejsce                                | Przeciwnik     | Bramka | Rezultat | Ranga meczu              |
| --- | --------------- | -------------------------------------- | -------------- | ------ | -------- | ------------------------ |
| 1.  | 6 września 2016 | Stadion im. Dölöna Ömürzakowa, Biszkek | Kirgistan      | 1:0    | 2:1      | Mecz towarzyski          |
| 2.  | 22 marca 2018   | Rizal Memorial Stadium, Manila         | Fidżi          | 3:0    | 3:2      | Mecz towarzyski          |
| 3.  | 27 marca 2018   | Rizal Memorial Stadium, Manila         | Tadżykistan    | 1:1    | 2:1      | el. do Pucharu Azji 2019 |
| 4.  | 11 grudnia 2021 | Stadion Narodowy, Kallang              | Timor Wschodni | 7:0    | 7:0      | Mistrzostwa ASEAN 2020   |
| 5.  | 6 czerwca 2024  | Stadion Narodowy Mỹ Đình, Hanoi        | Wietnam        | 2:2    | 2:3      | el. do MŚ 2026           |